# Веретеницы
Веретеницы (лат. Anguis) — род ящериц из семейства веретеницевых (Anguidae).
Безногие ящерицы со змеевидным телом; гладкие чешуи расположены продольными и поперечными рядами; хвост ломкий; зубы остроконечные, конические, загнуты назад.

## Классификация
Описанный в 1758 году Карлом Линнеем, род Anguis имеет долгую историю. В разное время в его состав включали многие виды ящериц и змей.
Ранее род считался монотипным и включал только ломкую веретеницу A. fragilis, но по результатам молекулярно-генетических исследований он был разделён на 5 самостоятельных видов:
- Anguis cephallonica — обитает на Пелопоннесе, и островах Кефалиния, Итака и Закинф. Хорошо отличается от других видов более стройным телом и характерным волнистым рисунком шоколадного цвета по бокам тела, а также большим количеством рядов чешуек вокруг середины тела.
- Anguis colchica — колхидская веретеница — обладает самым широким ареалом протяжённым с запада на восток от Польши, Чехии и Словакии до Зауралья. Северная граница проходит в Финляндии, а южная — по Турции и Ирану.
- Anguis fragilis — ломкая веретеница — распространена от Португалии до Латвии, Польши, Чехии, Венгрии и западных Балкан. На север доходит до Скандинавии и Британских островов.
- Anguis graeca — обитает в Греции (кроме Халкидики и Западной Фракии, где встречается Anguis fragilis), Албании и, частично, в Северной Македонии и Черногории.
- Anguis veronensis — распространена в Италии и юго-восточной Франции.

Последние четыре вида трудно различимы морфологически и образуют комплекс видов.